# Napaea actoris
Napaea actoris is een vlindersoort uit de familie van de prachtvlinders (Riodinidae), onderfamilie Riodininae.
Napaea actoris werd in 1776 beschreven door Cramer.